# El crimen del padre Amaro
El crimen del padre Amaro is een Mexicaanse en Spaanse film uit 2002, geregisseerd door Carlos Carrera. De film is gebaseerd op het boek O Crime do Padre Amaro van de Portugese schrijver José Maria de Eça de Queiroz. 

## Verhaal
De jonge priester Amaro (Gael García Bernal) wordt naar een klein Mexicaans dorpje gestuurd om daar te gaan werken voor de kerk. Al gauw komt hij erachter dat de andere priesters verwikkeld zijn in allerlei zaken. Zo heeft priester Benito een affaire met de eigenaresse van een lokaal restaurant en bouwt hij een ziekenhuis met geld dat gedoneerd is door een drugsbaron. Priester Natalio wordt ervan verdacht linkse guerrillastrijders te steunen. Ondertussen ontmoet Amaro de jonge vrouw Amelia (Ana Claudia Talancón) op wie hij verliefd wordt.

## Rolverdeling
| Acteur               | Personage     |
| -------------------- | ------------- |
| Gael García Bernal   | Padre Amaro   |
| Ana Claudia Talancón | Amelia        |
| Sancho Gracia        | Padre Benito  |
| Luisa Huertas        | Dionisia      |
| Andrés Montiel       | Rubén         |
| Damián Alcázar       | Padre Natalio |
| Ernesto Gómez Cruz   | Bishop        |
| Gastón Melo          | Martin        |
| Angélica Aragón      | Sanjuanera    |

## Ontvangst

### Recensies
Op Rotten Tomatoes geeft 61% van de 83 recensenten de film een positieve recensie, met een gemiddelde score van 6,19/10. Website Metacritic komt tot een score van 60/100, gebaseerd op 29 recensies.

### Prijzen en nominaties
De belangrijkste:
| Jaar | Evenement                        | Categorie                            | Genomineerde                                                      | Resultaat   |
| ---- | -------------------------------- | ------------------------------------ | ----------------------------------------------------------------- | ----------- |
| 2003 | Golden Globe (60ste editie)      | Beste buitenlandse film              | El crimen del padre Amaro                                         | Genomineerd |
| 2003 | Academy Award (75ste editie)     | Beste niet-Engelstalige film         | El crimen del padre Amaro                                         | Genomineerd |
| 2003 | Premios Goya (17de uitreiking)   | Beste Spaanstalige buitenlandse film | El crimen del padre Amaro                                         | Genomineerd |
| 2003 | Premios Ariel (45ste uitreiking) | Beste film                           | El crimen del padre Amaro                                         | Gewonnen    |
| 2003 | Premios Ariel (45ste uitreiking) | Beste regisseur                      | Carlos Carrera                                                    | Gewonnen    |
| 2003 | Premios Ariel (45ste uitreiking) | Beste actrice                        | Ana Claudia Talancón                                              | Genomineerd |
| 2003 | Premios Ariel (45ste uitreiking) | Beste mannelijke bijrol              | Damián Alcázar                                                    | Gewonnen    |
| 2003 | Premios Ariel (45ste uitreiking) | Beste vrouwelijke bijrol             | Angélica Aragón                                                   | Gewonnen    |
| 2003 | Premios Ariel (45ste uitreiking) | Beste acteur in een kleine rol       | Gastón Melo                                                       | Gewonnen    |
| 2003 | Premios Ariel (45ste uitreiking) | Beste acteur in een kleine rol       | Ernesto Gómez Cruz                                                | Genomineerd |
| 2003 | Premios Ariel (45ste uitreiking) | Beste bewerkt scenario               | Vicente Leñero                                                    | Gewonnen    |
| 2003 | Premios Ariel (45ste uitreiking) | Beste montage                        | Óscar Figueroa                                                    | Gewonnen    |
| 2003 | Premios Ariel (45ste uitreiking) | Beste artdirector                    | Ivonne Fuentes, Carmen Giménez Cacho                              | Genomineerd |
| 2003 | Premios Ariel (45ste uitreiking) | Beste kostuums                       | María Estela Fernández                                            | Gewonnen    |
| 2003 | Premios Ariel (45ste uitreiking) | Beste make-up                        | Aurora Chavira                                                    | Genomineerd |
| 2003 | Premios Ariel (45ste uitreiking) | Beste geluid                         | Santiago Núñez, Mario Martínez Cobos, Neto Gaytán, Nerio Barberis | Gewonnen    |